# Paruline à tête jaune
 (décembre 2023).
Si vous disposez d'ouvrages ou d'articles de référence ou si vous connaissez des sites web de qualité traitant du thème abordé ici, merci de compléter l'article en donnant les références utiles à sa vérifiabilité et en les liant à la section « Notes et références ».
Setophaga occidentalis
Espèce
Répartition géographique
- zone de nidification
- zone de nidification et d'hivernage
- zone d'hivernage

Statut de conservation UICN

 LC  : Préoccupation mineure
La Paruline à tête jaune (Setophaga occidentalis, anciennement Dendroica occidentalis) est une espèce de passereaux appartenant à la famille des Parulidae.
Elle est gris foncé sur le dessus, blanche en dessous et ses flancs sont rayés de noir. Les ailes ont deux barres alaires blanches en diagonale. La majorité de la tête de la tête est jaune et les mâles ont une gorge noire, tandis que les femelles ont beaucoup moins de noir sur la gorge et les oiseaux immatures n'ont pas la gorge noire.
Elle est commune, mais incroyablement timide, dans les forêts claires de conifères. Sa reproduction estivale se fait sur la majorité de la côte ouest des États-Unis de l'État de Washington. Elle passe parfois l'hiver dans le sud-ouest de la Californie, mais c'est un oiseau migrateur qui passe plus souvent l'hiver en Amérique centrale allant vers le sud jusqu'au Panama.
Les nids sont en forme de coupe, construits à partir de tiges, d'herbe, de brindilles, d'aiguilles de pin et placé près de l'extrémité d'une branche dans un conifère. La femelle pond entre 3 et 5 œufs, de couleur blanche et fortement moucheté de brun et de lilas. L'incubation et autres habitudes de nidification sont presque complètement inconnues.
Comme la plupart des parulines, elle a un régime strict d'insectes et d'araignées et peut souvent être vue pendue la tête en bas aux extrémités des branches de conifères, comme une mésange, à la recherche de nourriture.